# Feren OS
Feren OS ist eine Ubuntu-basierte Linux-Distribution, die die Benutzer durch einfache Bedienbarkeit ansprechen soll. Um einen einfachen Umstieg von anderen Betriebssystemen zu ermöglichen, stehen den Nutzern voreingestellte Desktop-Layouts zur Verfügung, die an die Oberflächen von Windows oder MacOS erinnern. Mit dem sogenannten „Transfer-Tool“ können die Daten des alten Betriebssystems in Feren OS integriert werden.

## Geschichte
Feren OS wurde 2014 von einem jungen britischen Studenten als Hobbyprojekt gestartet. Die erste, 2015 veröffentlichte Version scheiterte schon beim Installationsprozess und wurde deshalb 2016 durch eine neue, verbesserte Version ersetzt. Seit Mitte 2017 wird Feren OS als pseudo-rolling-release mithilfe von Snapshots aktualisiert und verbessert. Pseudo-rolling-release bedeutet, dass nicht das gesamte Betriebssystem, sondern nur ein Teil davon laufend aktualisiert wird.
Ursprünglich basierte Feren OS auf Linux Mint, seit November 2020 aber auf Ubuntu.

## Systemvoraussetzungen
Um Feren OS nutzen zu können, benötigt man einen Computer mit mindestens 20 GB Speicherplatz und einem RAM-Speicher von mindestens 1–2 GB. Empfohlen werden allerdings 50 GB Speicherplatz und 4 GB RAM. Das Betriebssystem läuft nur auf 64Bit-Geräten. 32-Bit-Geräte werden nur von der nicht mehr aktualisierten 2020-Version unterstützt, die allerdings immer noch zum Download bereitsteht.